# Кафедральный собор Морелии
Кафедра́льный собо́р Море́лии (исп. Catedral de Morelia)  — католический собор в мексиканском городе Морелия (штат Мичоакан), главный собор архиепархии Морелии. Собор был построен в 1660—1744 годах в архитектурном стиле барокко. Две 66-метровые башни собора возвышаются над историческим центром Морелии, который в 1991 году был признан объектом всемирного наследия ЮНЕСКО.

## История
В 1580 году центр епархии Мичоакана переместился из Пацкуаро в Вальядолид (Valladolid) — так называлась Морелия до 1828 года. В течение нескольких десятков лет рассматривались различные проекты постройки центрального собора епархии. Строительство кафедрального собора было начато в 1660 году по проекту архитектора Висенте Барросо де ла Эскайола (Vicente Barroso de la Escayola), который руководил строительством вплоть до своей смерти в 1692 году. Собор строился на холме в центре города.
Розовый камень, использовавшийся для строительства, добывался на местных каменоломнях, находившихся к северо-востоку от центра города. В 1705 году строительство собора было заморожено. Оно было возобновлено в 1738 году и завершено в 1744 году, через 84 года после начала строительства.

## Архитектура
Кафедральный собор Морелии был построен в архитектурном стиле барокко. Внутренняя часть собора была значительно переделана в XIX веке в неоклассическом стиле.
Орга́н был привезён из Германии и установлен в соборе в 1905 году. На тот момент он являлся самым большим орга́ном в Западном полушарии.

## Фотоалерея
- Вид на собор сквозь фонтан
- Внутренний вид купола
- Вид на собор от отеля Alameda
- Панорама Морелии с Кафедральным собором (в левой части)
- Вид на башни собора с Plaza de Armas
- Стена над входом в собор (со стороны центральной улицы)
- Вид на собор с Plaza Melchor Ocampo
- Вид на собор и центральную улицу от отеля Alameda
- Ночной вид собора
- Фасад собора